# Mk 41 (пусковая установка)

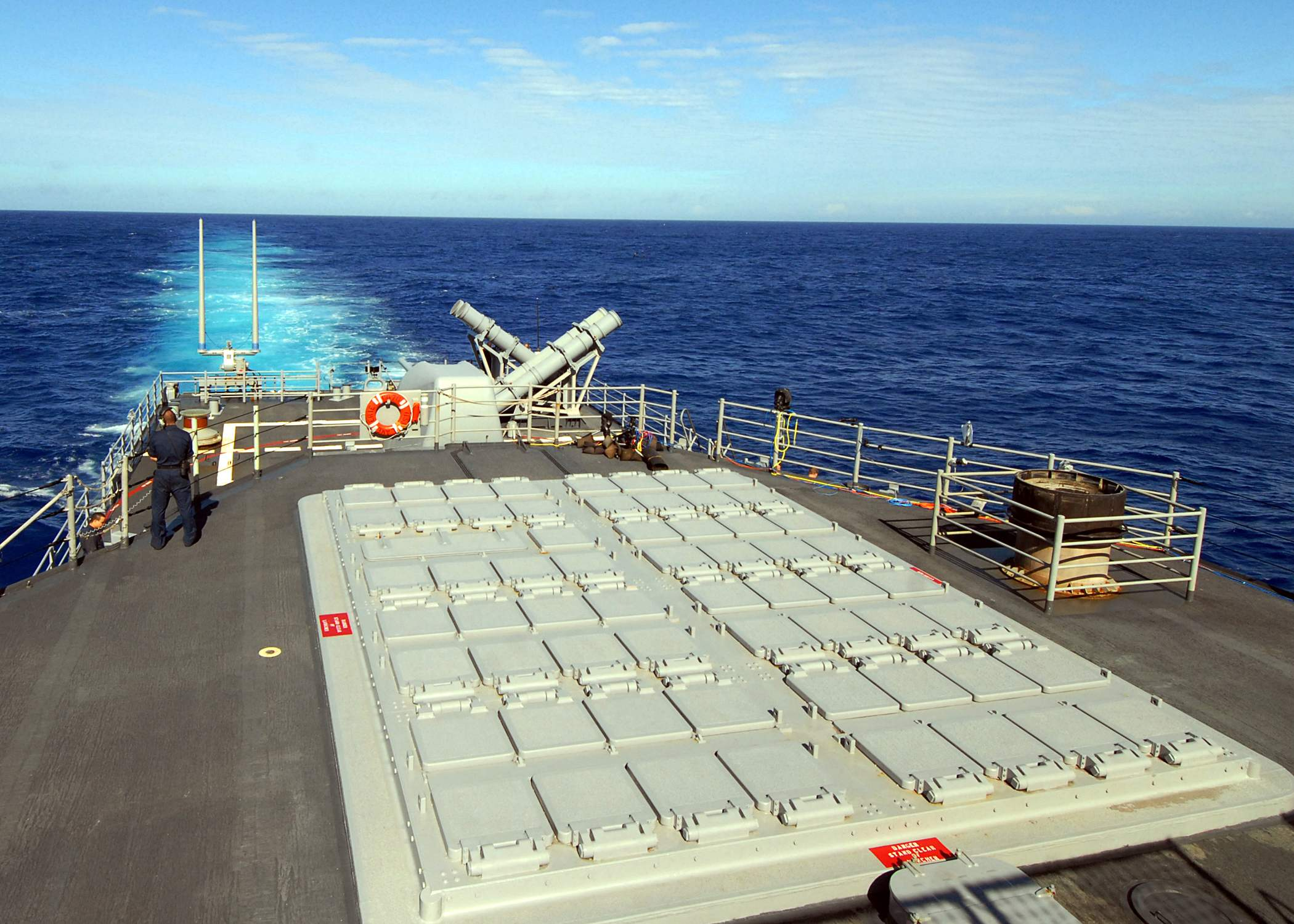
Кормовая УВП MK41 на крейсере CG-70 «Озеро Эри»

Mk 41 (Mark 41 Vertical Launching System) — унифицированная корабельная американская установка вертикального пуска для управляемых ракет. Применяется на кораблях ВМС США и других стран для запуска ракет «Стандарт» SM-2, SM-3 и SM-6, ASROC, «Си Спарроу», ESSM и «Томагавк».

## Проектирование
К разработке УВП Mk41 американская компания «Мартин-Мариэтта» приступила в 1973 году по заказу ВМС США. Необходимость разработки диктовалась ограниченными возможностями балочных и контейнерных ПУ ракет, таких как: низкая скорострельность; недостаточная живучесть; ограниченный боезапас, как по количеству, так и по номенклатуре; ограниченный сектор обстрела.
Первые испытания системы были проведены в 1978 году, на вооружение она была принята в 1986 году. Каждая установка состоит из 8 или 4 модулей, на 8 контейнеров каждый. В каждой установке имеется гидравлический кран, занимающий места 3 контейнеров. Таким образом, в каждой установке под размещение оружия отводится 61 или 29 контейнеров. Ракеты находятся в стальных контейнерах, куда помещаются в береговом арсенале и не требуют проверки на корабле. В каждом из модулей может одновременно производиться предстартовая подготовка 2 ракет, темп пуска 1 ракета в секунду с одной ПУ. Боекомплект может включать КР «Томагавк», различные модификации ЗУР «Стандарт» и ПЛУР ASROC. Кроме того создан специальный контейнер, вмещающий 4 ракеты «Си Спарроу»/ESSM вместо одной, как у ракет других типов.
К числу важнейших преимуществ УВП Mk41 относят большой боезапас, возможность широкого варьирования номенклатуры боезапаса, высокий темп стрельбы, возможность пополнения боезапаса в море.
При разработке системы предполагалось обеспечить погрузку боезапаса при волнении моря до 5 баллов, с темпом до 10 контейнеров в час. В условиях реальной эксплуатации волнение ограничено 3 баллами, а скорость 3-4 контейнерами в час, что ставит под сомнение осуществимость этого процесса в боевых условиях.
Существует 4 модификации УВП Mk41: Mk41 Mod 0, Mk41 Mod 1, Mk41 Mod 2, Mk41 Mod 3. Последняя модификация выпускается только на экспорт, содержит 32 ЗУР «Си Спарроу»/ESSM и не имеет крана. Разгерметизация контейнера с ракетой и открытие крышки осуществляется непосредственно в момент пуска за счёт тяги маршевого или стартового двигателя ракеты.

## Производство
Помимо «Мартин-Мариэтта», занимавшейся изготовлением установок на частных заводах «Аэро энд навал системз» в Балтиморе, штат Мэриленд (основной объём производства), и «Мартин-Орландо» в Орландо, штат Флорида (исходное производство, дополнительная производственная линия), производством установок занималась компания «Нозэрн орднанс» (филиал корпорации «Эф-эм-си») на казённом Миннеаполисском оружейном заводе промышленного резерва флота в штате Миннесота.

## Носители
- США — Опытовое судно «Нортон Саунд» (утилизован)
- США — Ракетные крейсера типа «Тикондерога» (начиная с шестого корабля, CG-52)
- США — Эсминцы типа «Спрюэнс»
- США — Эсминцы типа «Арли Бёрк»
- Австралия — Фрегаты типа «Анзак»
- Новая Зеландия — Фрегаты типа «Анзак»
- Австралия — Фрегаты типа «Аделаида»
- Австралия — Эсминцы типа «Хобарт»
- Германия — Фрегаты типа «Бранденбург»
- Германия — Фрегаты типа «Заксен»
- Нидерланды — Фрегаты типа «Де Зевен Провинсиен»
- Дания — Фрегаты типа «Ивар Хуитфельдт»[англ.]
- Испания — Фрегаты типа «Альваро де Базан»
- Канада — Эсминцы типа «Ирокез»
- Норвегия — Фрегаты типа «Фритьоф Нансен»
- Польша — Корветы типа «Гаврон»
- Турция — Фрегаты типа «Салих Реис»
- Республика Корея — Эсминцы типа KDX-II
- Республика Корея — Эсминцы типа KDX-III
- Япония — Эсминцы типа «Мурасамэ»
- Япония — Эсминцы типа «Таканами»
- Япония — Эсминцы типа «Акидзуки»
- Япония — Эсминцы типа «Конго»
- Япония — Эсминцы типа «Атаго»

## Галерея

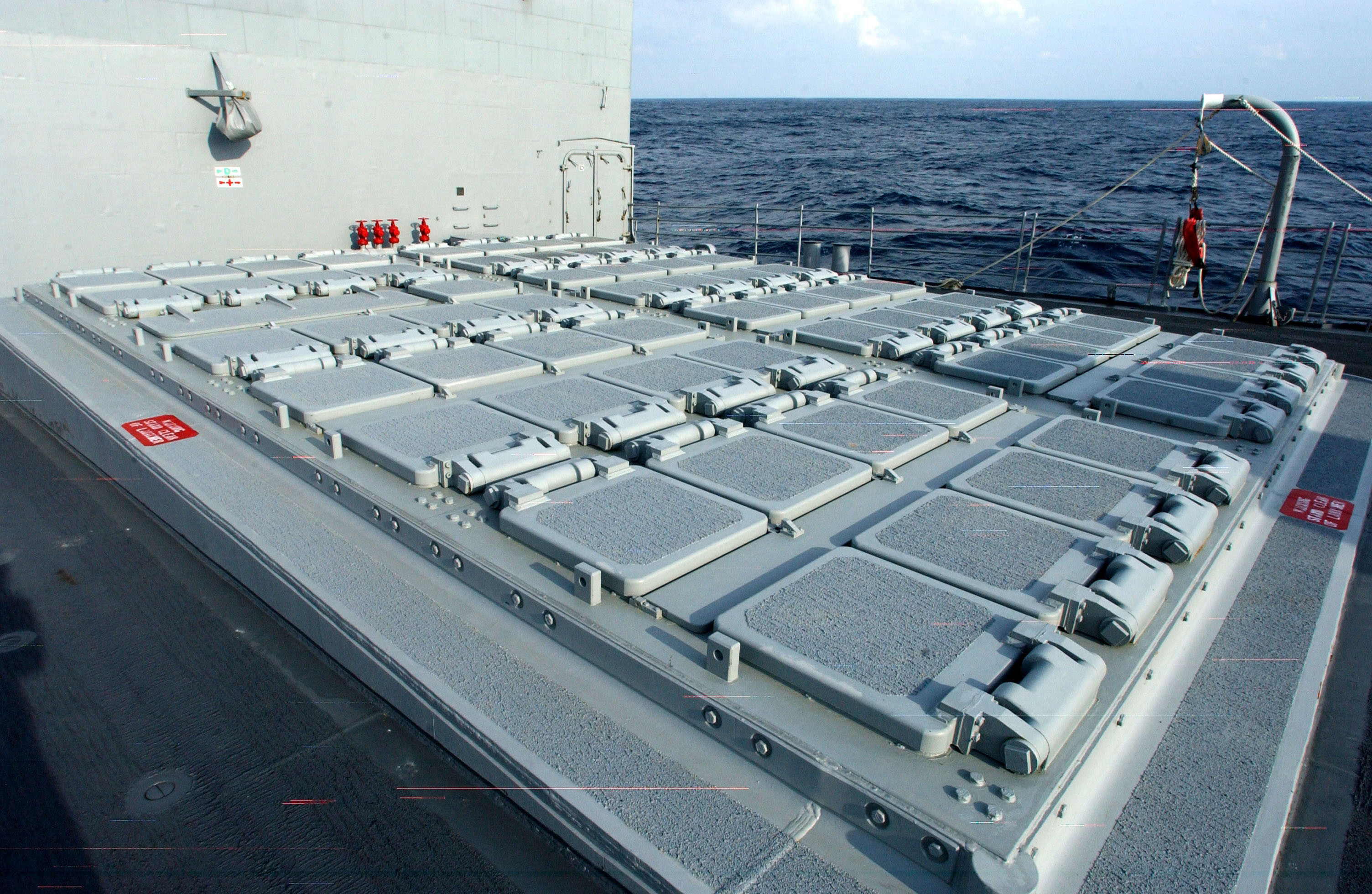
Носовая УВП MK41 на крейсере CG-56 «Сан-Джасинто»
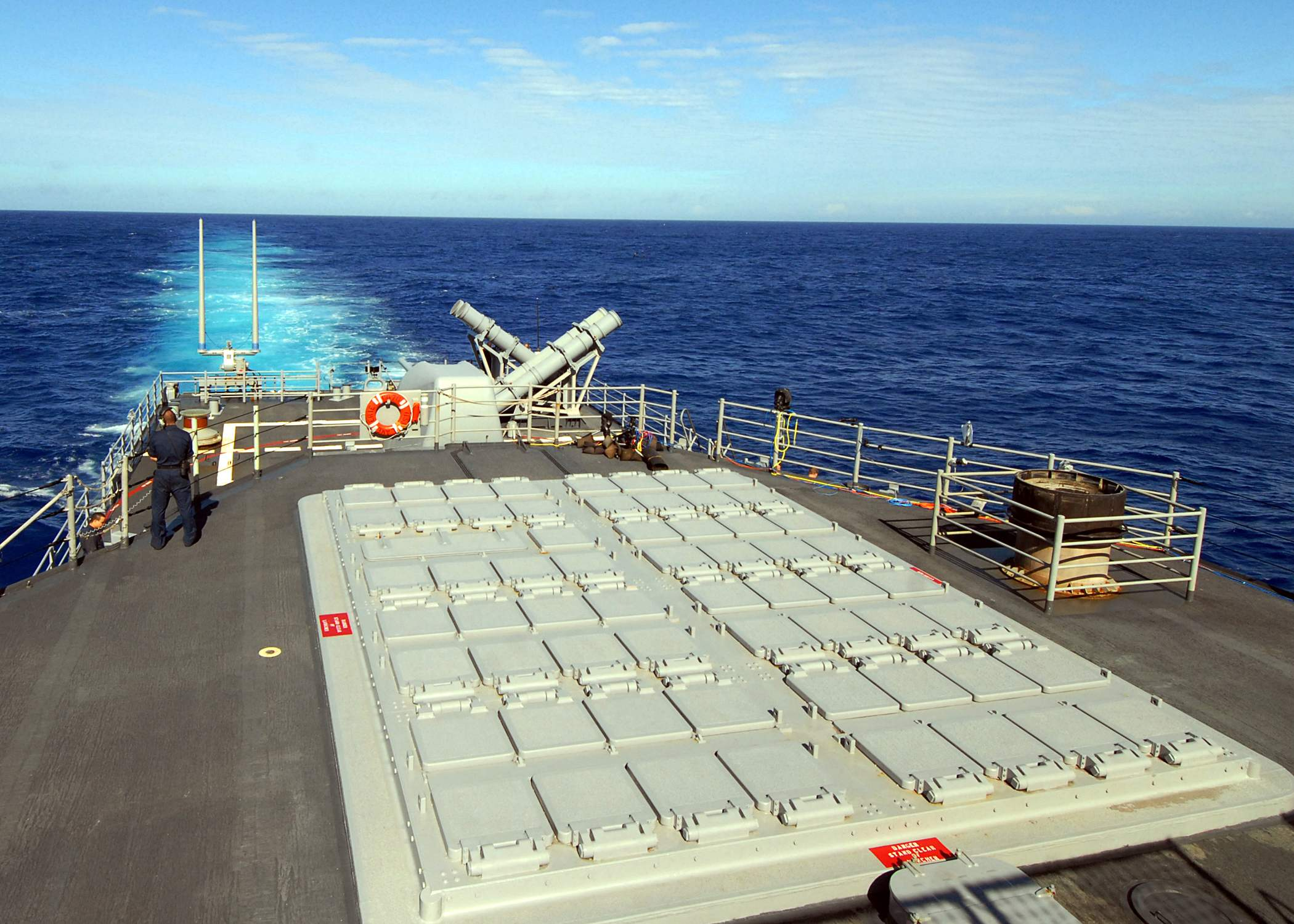
Кормовая УВП MK41 на крейсере CG-70 «Озеро Эри»
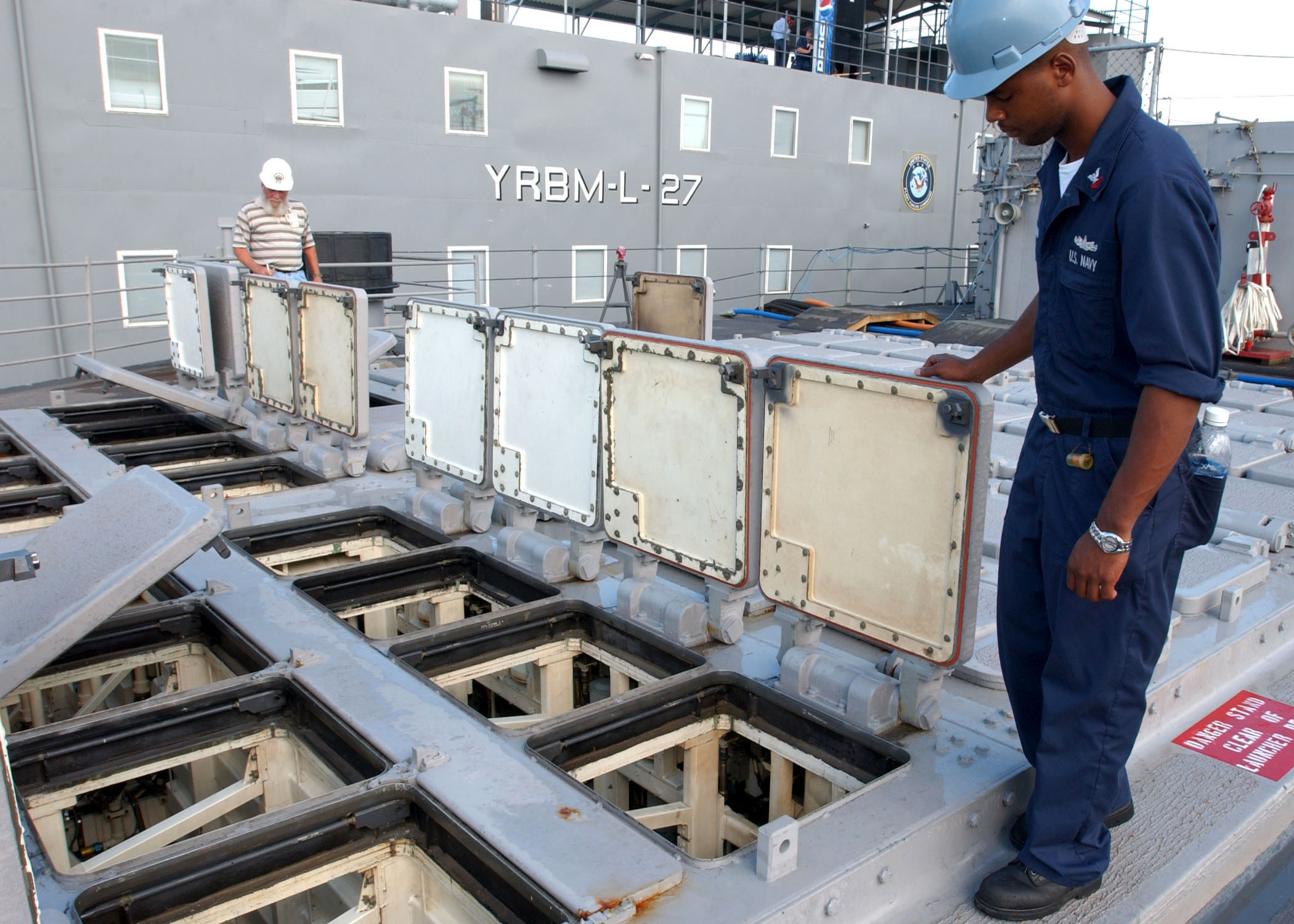
Осмотр УВП MK41 на крейсере CG-66 «Хью Сити»
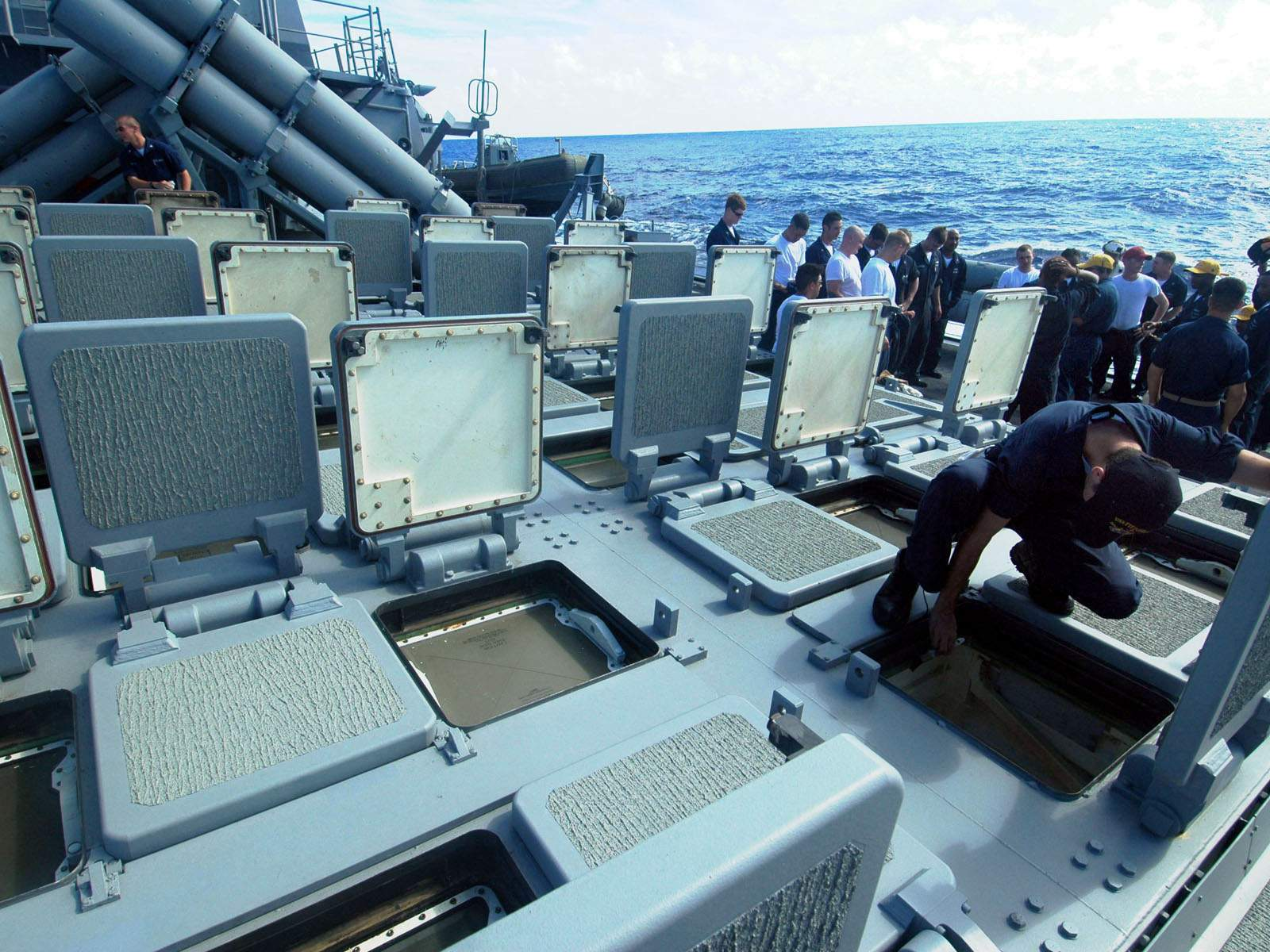
Осмотр УВП MK41 на эсминце DDG-62 «Фицджеральд»
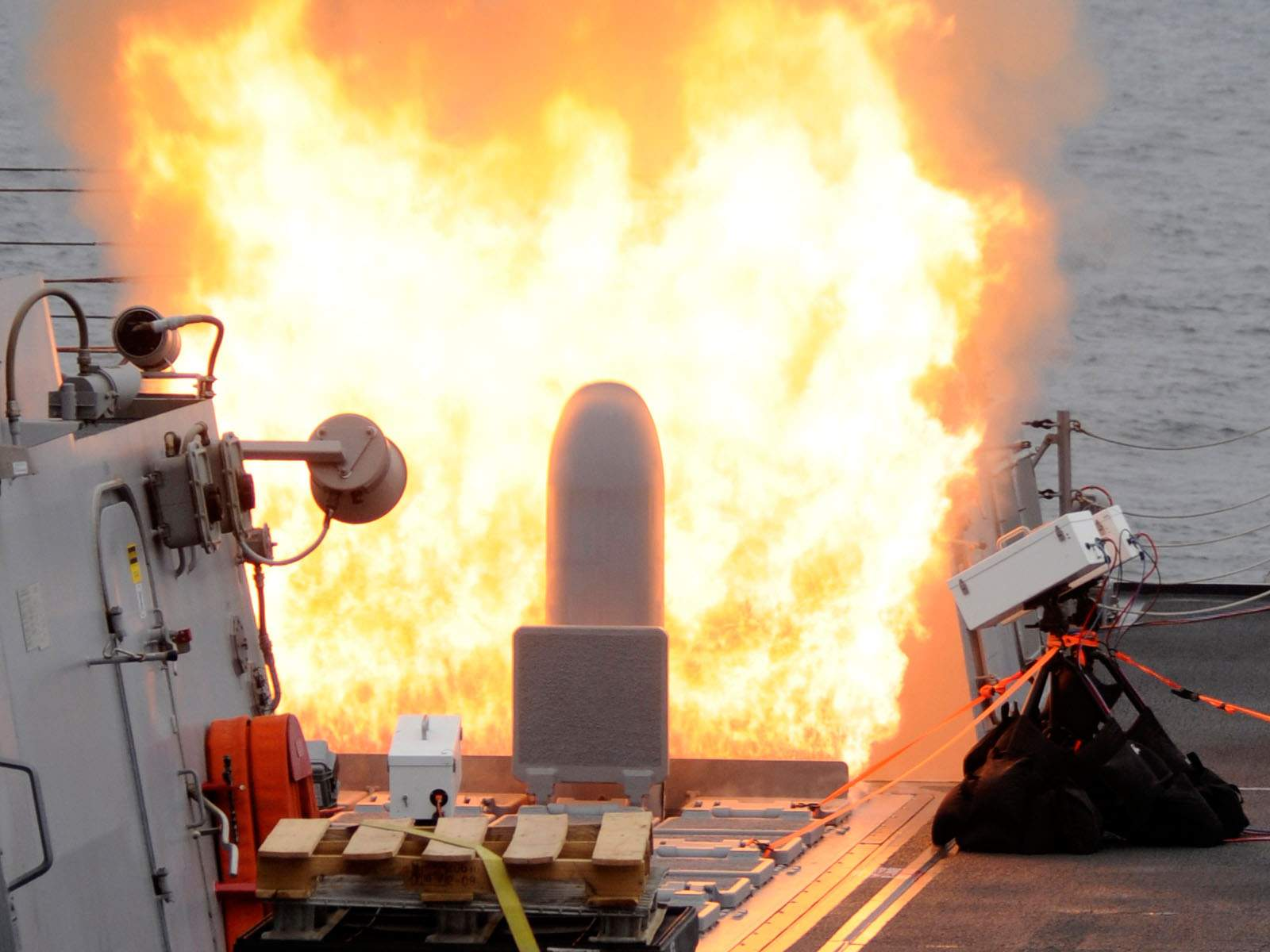
Пуск ракеты «Томагавк» из УВП MK41 на эсминце DDG-104 «Стеретт»
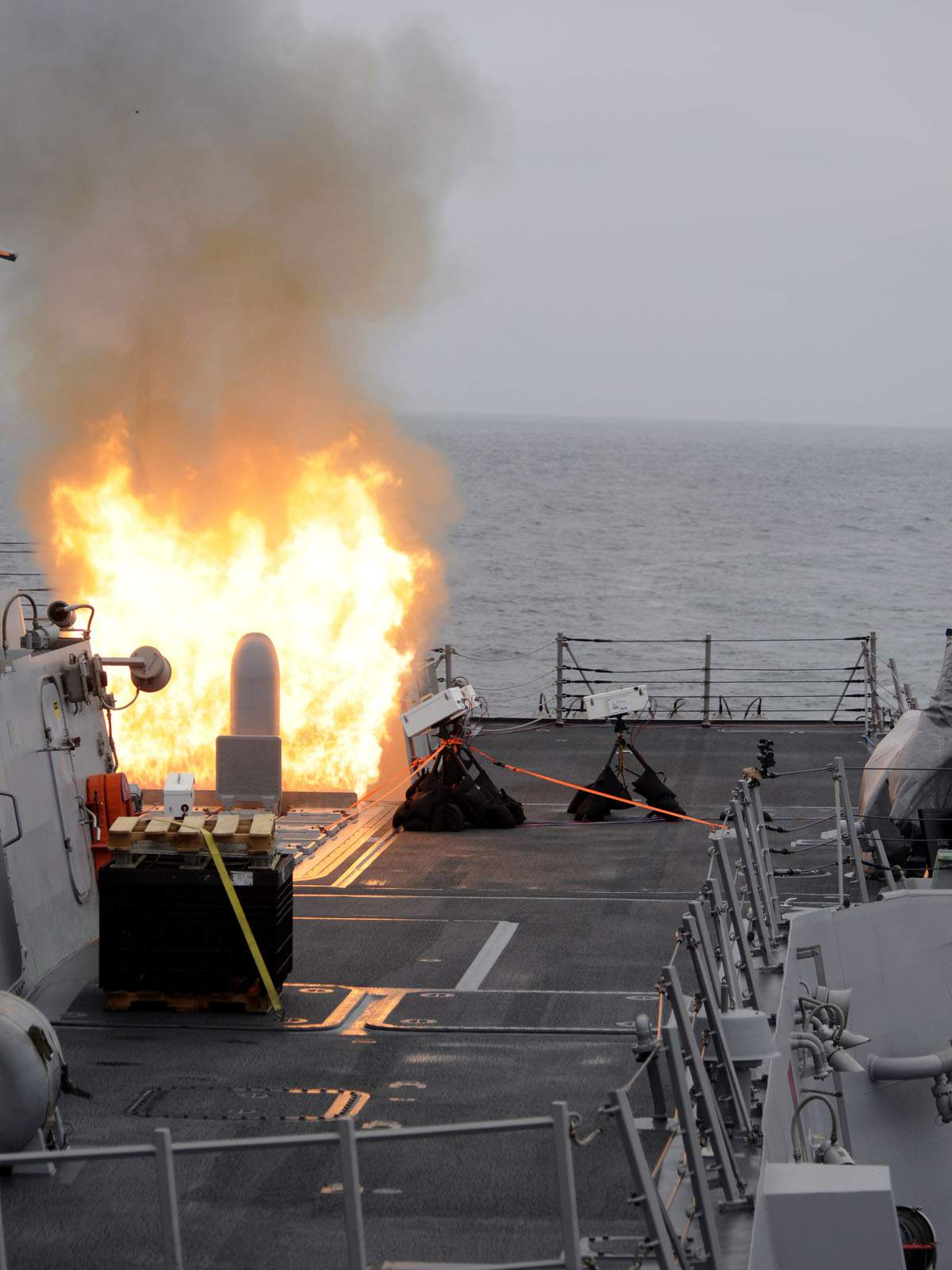
Пуск ракеты «Томагавк» из УВП MK41 на эсминце DDG-104 «Стеретт»
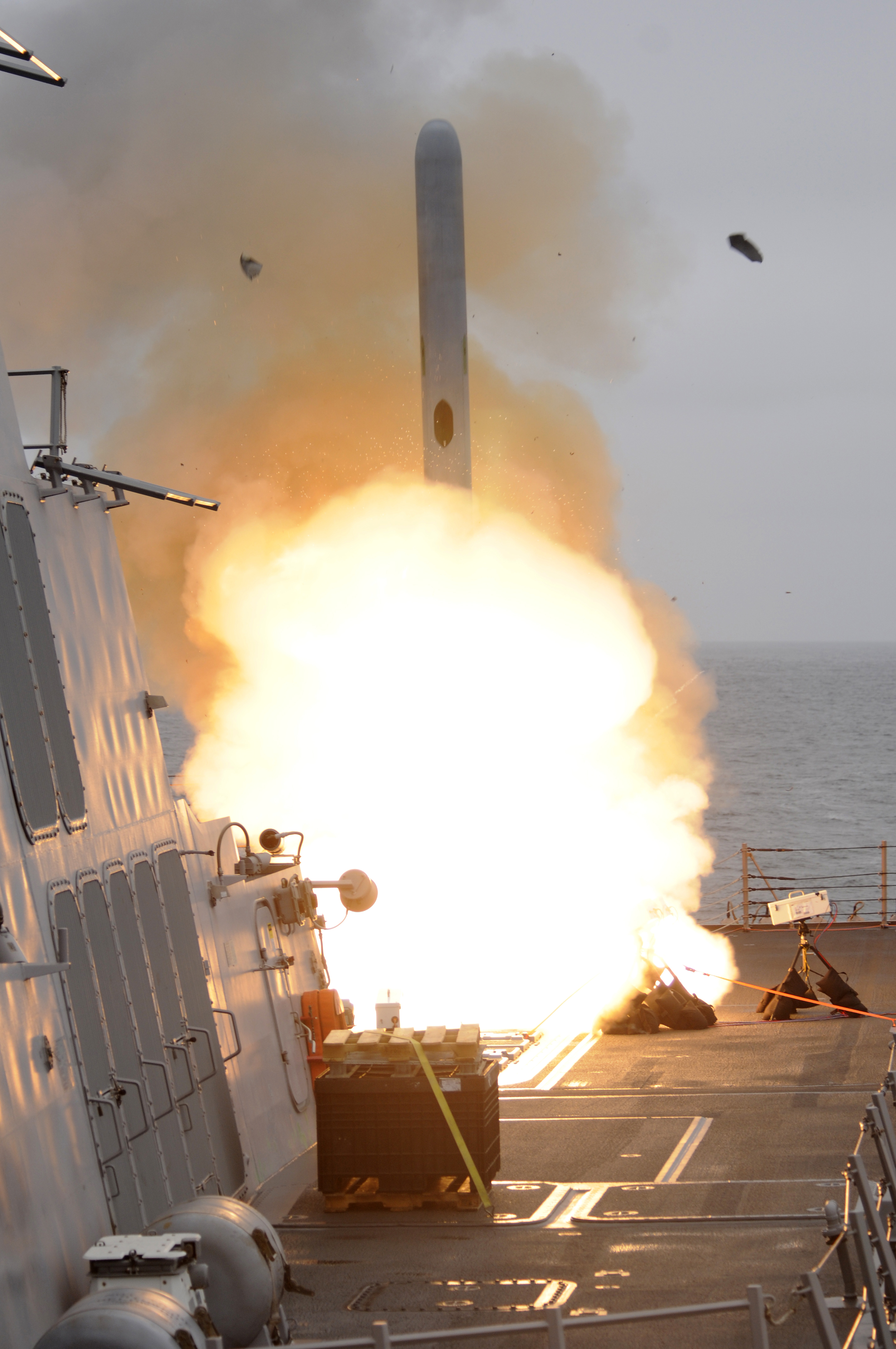
Пуск ракеты «Томагавк» из УВП MK41 на эсминце DDG-104 «Стеретт»
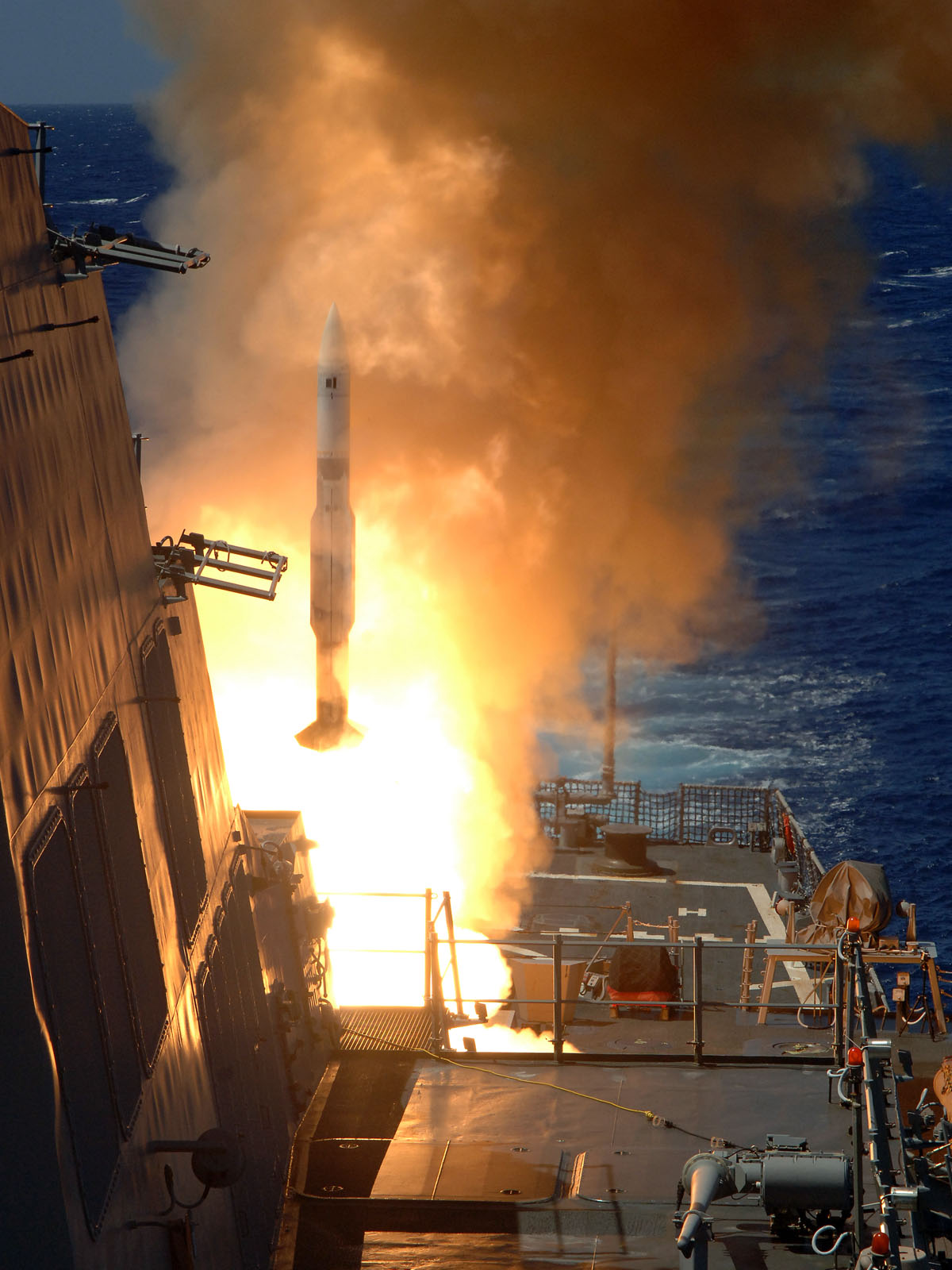
Пуск ракеты «Стандарт» SM-2 из УВП MK41 на эсминце DDG-77 «О'Кейн»
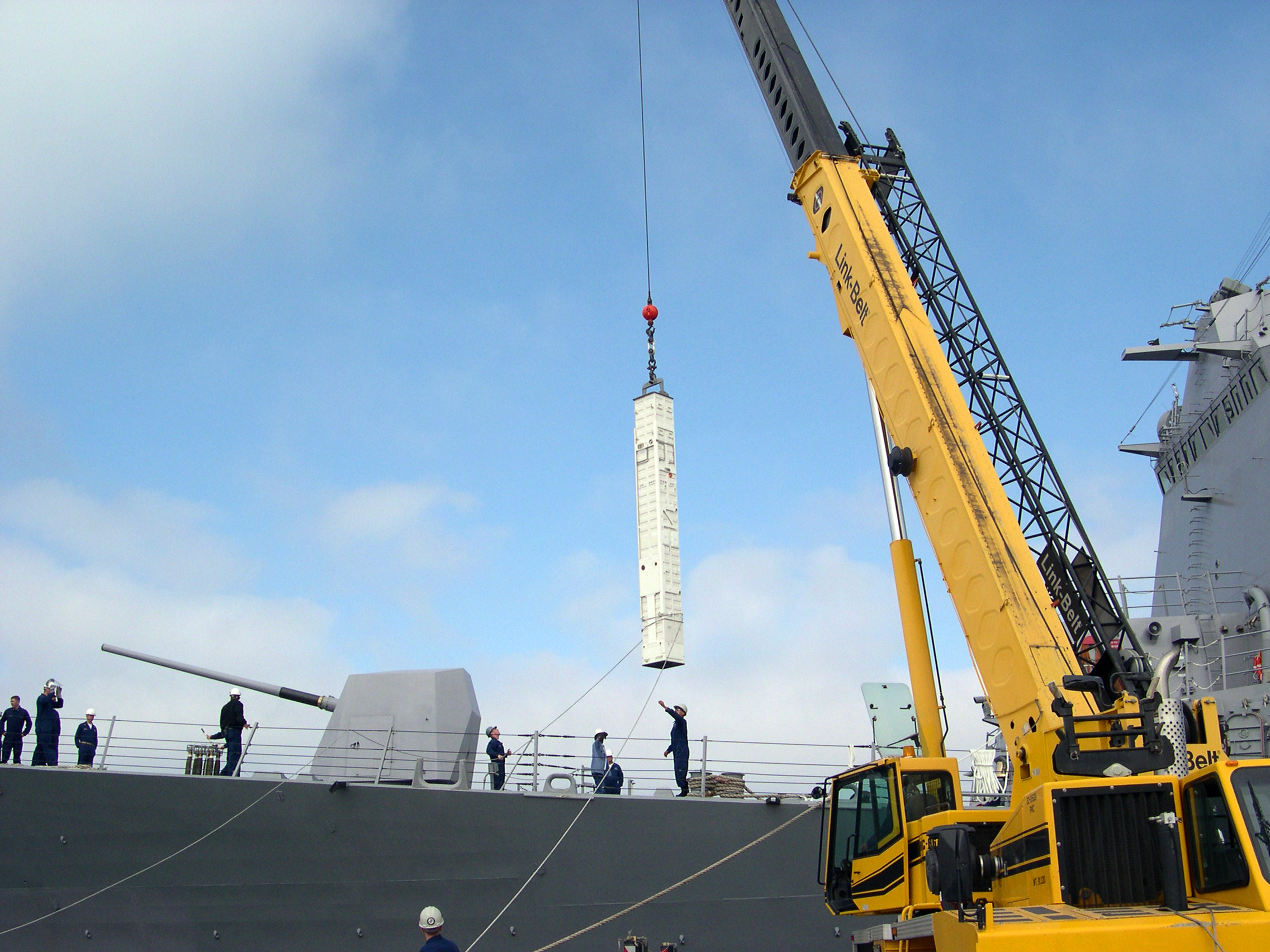
Загрузка контейнера в УВП MK41 на эсминце DDG-85 «Маккемпбелл»
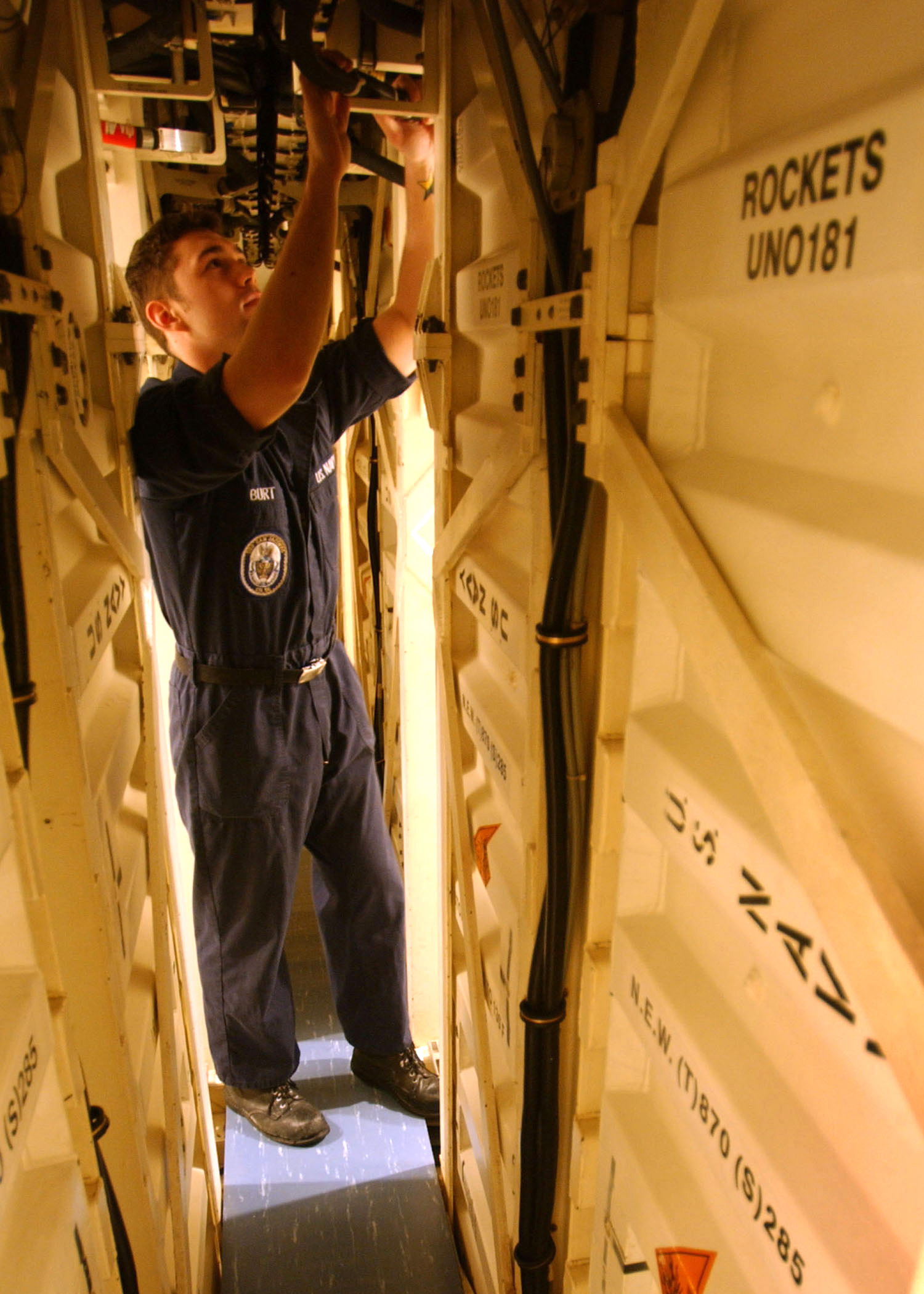
Техобслуживание УВП MK41 на крейсере CG-56 «Сан-Джасинто»
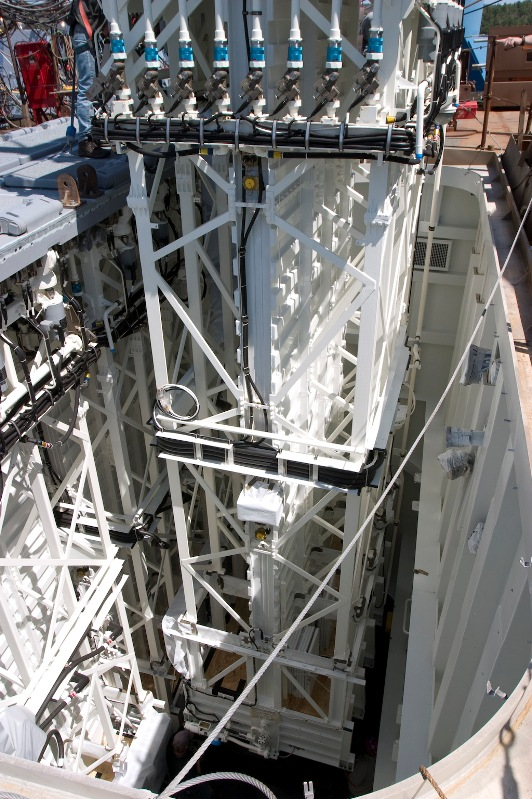
Установка модулей УВП MK41
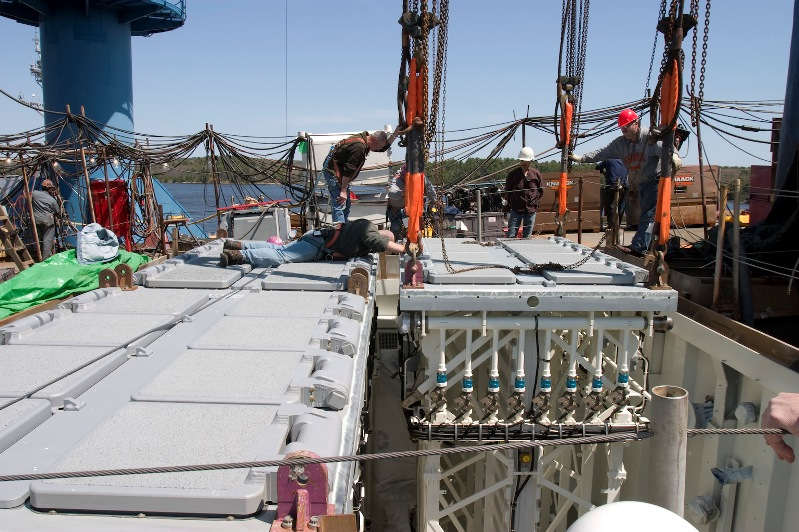
Установка модулей УВП MK41
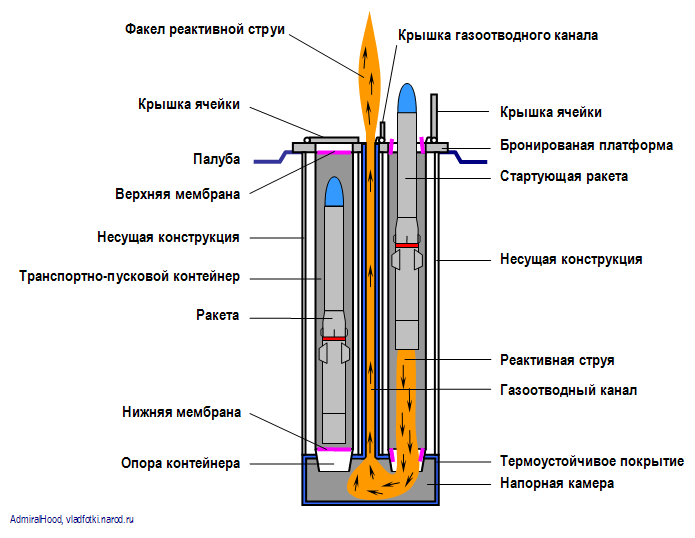
Пуск ракеты из УВП MK41. Схема
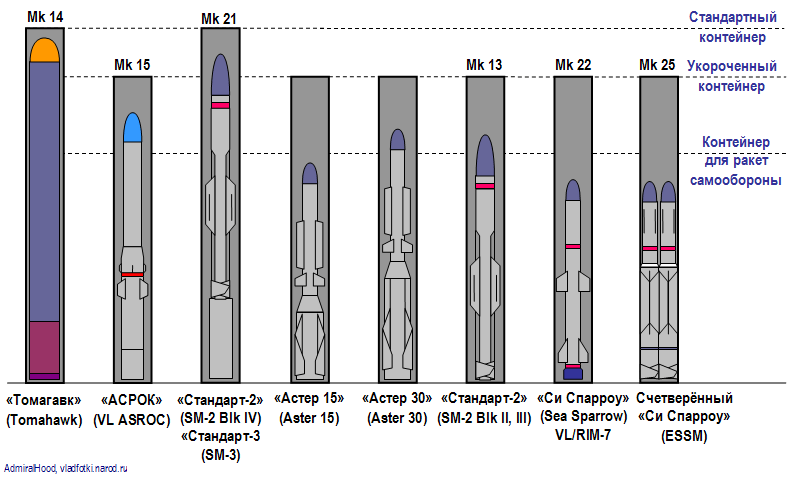
Типы контейнеров, используемые в УВП MK41
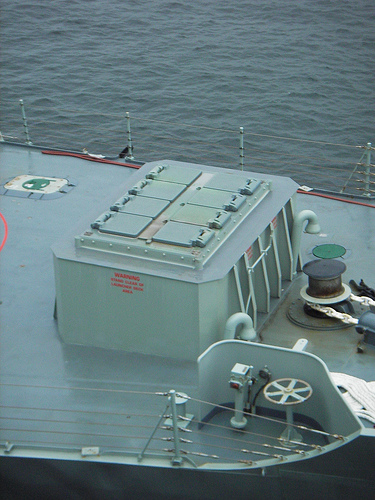
УВП MK41 на фрегате «Сидней»